# Mauro Racca
Mauro Racca, född 3 april 1912 i Turin, död 27 april 1977 i Padua, var en italiensk fäktare.
Racca blev olympisk silvermedaljör i sabel vid sommarspelen 1948 i London.